# Austauschbare σ-Algebra
Die austauschbare σ-Algebra ist ein spezielles Mengensystem in der Stochastik, dessen Elemente invariant unter gewissen Permutationen sind. Austauschbare σ-Algebren treten beispielsweise im Kontext von austauschbaren Familien von Zufallsvariablen oder dem 0-1-Gesetz von Hewitt-Savage auf.

## Definition
Gegeben sei ein stochastischer Prozess {\displaystyle X=(X_{n})_{n\in \mathbb {N} }}, wobei jedes {\displaystyle X_{n}} Werte in {\displaystyle E} habe. Sei
{\displaystyle \mathbf {F} _{n}:=\{f\,|\,f:E^{\mathbb {N} }\to \mathbb {R} {\text{ ist messbar und n-symmetrisch }}\}}
die Menge aller messbaren n-symmetrischen Abbildungen.
Definiere
{\displaystyle {\mathcal {S}}_{n}:=\sigma (\mathbf {F} _{n})}
die von diesen Funktionen erzeugte σ-Algebra. Dann ist
{\displaystyle {\mathcal {E}}_{n}:=X^{-1}({\mathcal {S}}_{n})}
die σ-Algebra aller unter Permutationen der ersten {\displaystyle n} Indizes des stochastischen Prozesses invarianten Ereignisse. Die austauschbare σ-Algebra ist dann definiert als
{\displaystyle {\mathcal {E}}=\bigcap _{n=1}^{\infty }{\mathcal {E}}_{n}}
und somit die σ-Algebra aller unter Permutationen endlich vieler Indizes des stochastischen Prozesses invarianten Ereignisse.

## Beziehung zur terminalen σ-Algebra
Die terminale σ-Algebra ist stets in der austauschbaren σ-Algebra enthalten, denn mit der Darstellung für die terminale σ-Algebra
{\displaystyle {\mathcal {T}}=\bigcap _{n\in \mathbb {N} }\sigma (X_{n+1},X_{n+2},\dots )}
ist immer
{\displaystyle \sigma (X_{n+1},X_{n+2},\dots )\subset {\mathcal {E}}_{n}}
und damit
{\displaystyle {\mathcal {T}}=\bigcap _{n\in \mathbb {N} }\sigma (X_{n+1},X_{n+2},\dots )\subset \bigcap _{n\in \mathbb {N} }{\mathcal {E}}_{n}={\mathcal {E}}}.
Es lassen sich auch Beispiele konstruieren, bei denen die austauschbare σ-Algebra Mengen enthält, die nicht in der terminalen σ-Algebra enthalten sind. Die austauschbare σ-Algebra ist dann echt größer als die terminale σ-Algebra. Dies ist z. B. dann der Fall, wenn {\displaystyle |E|>1} ist, da dann ein {\displaystyle B\in {\mathcal {B}}(E)\setminus \{\emptyset ,E\}} existiert und {\displaystyle S=\sum \limits _{i=1}^{\infty }\mathbf {1} _{B}(X_{i})} zwar {\displaystyle {\mathcal {E}}}-messbar ist, aber {\displaystyle \{S=s\}\notin {\mathcal {T}}} für {\displaystyle s\in \mathbb {N} }. Hier ist die Inklusion strikt. 
Umgekehrt lässt sich zeigen, dass für eine austauschbare Familie von Zufallsvariablen {\displaystyle X=(X_{1},X_{2},\dots )} zu jeder Menge {\displaystyle A\in {\mathcal {E}}} ein terminales Ereignis {\displaystyle B\in {\mathcal {T}}} existiert, so dass {\displaystyle P(A\,\triangle \,B)=0} (der umgekehrte Schluss ist wegen {\displaystyle {\mathcal {T}}\subset {\mathcal {E}}} trivial). Zu jeder Menge aus der austauschbaren σ-Algebra existiert also eine Menge in der terminalen σ-Algebra, so dass die Differenz eine Nullmenge wird.
Daraus lässt sich sofort das 0-1-Gesetz von Hewitt-Savage ableiten, nämlich dass die austauschbare σ-Algebra einer unabhängig identisch verteilten Folge von Zufallsvariablen eine P-triviale σ-Algebra ist. Nach dem kolmogorowschen Null-Eins-Gesetz ist dann nämlich die terminale σ-Algebra P-trivial und aufgrund des obigen Ergebnisses auch die austauschbare σ-Algebra.